# 塔拉韦鲁埃拉-德拉贝拉
塔拉韦鲁埃拉-德拉贝拉（西班牙語：Talaveruela de la Vera，1986年前稱Talaveruela）是西班牙埃斯特雷马杜拉卡塞雷斯省的一个市镇。总面积21平方公里，总人口446人（2001年），人口密度21人/平方公里。